# Bay (Philippines)
Pour les articles homonymes, voir Bay.
Bay est une localité de la province de Laguna, aux Philippines. En 2015, elle compte 62 143 habitants.